# هواپیمای سه‌موتوره

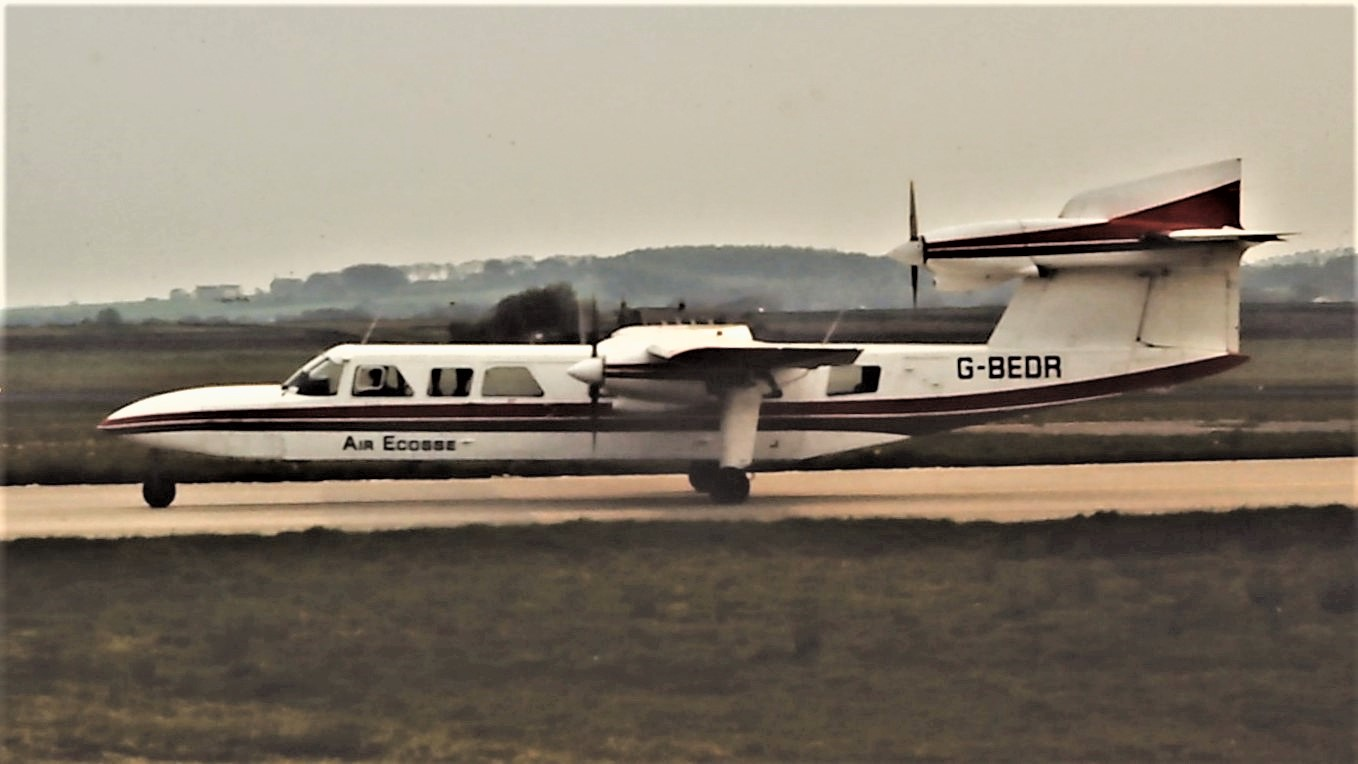
برتین نورمن تریسلندر

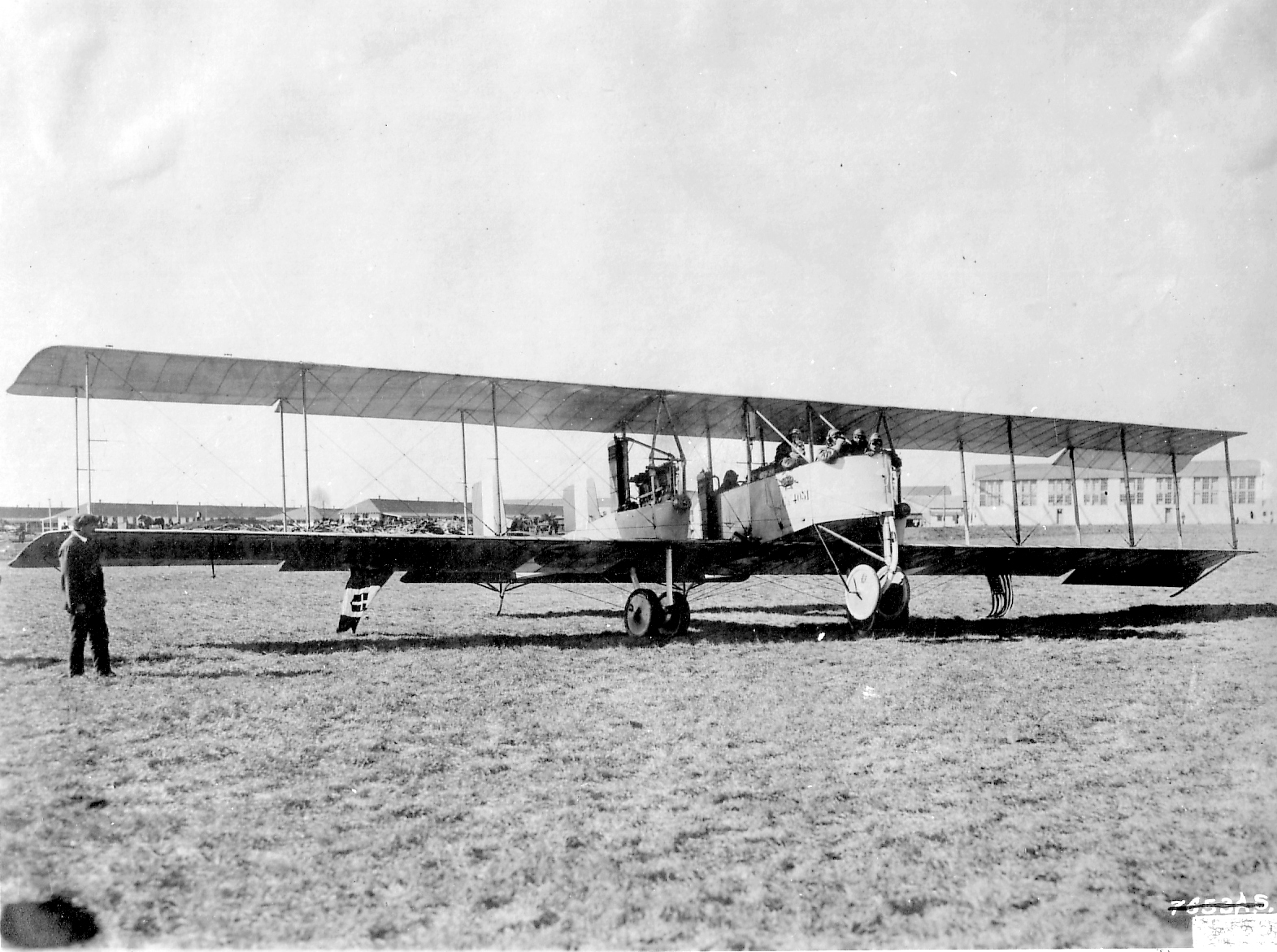
WW1 Caproni Ca.3 trimotor

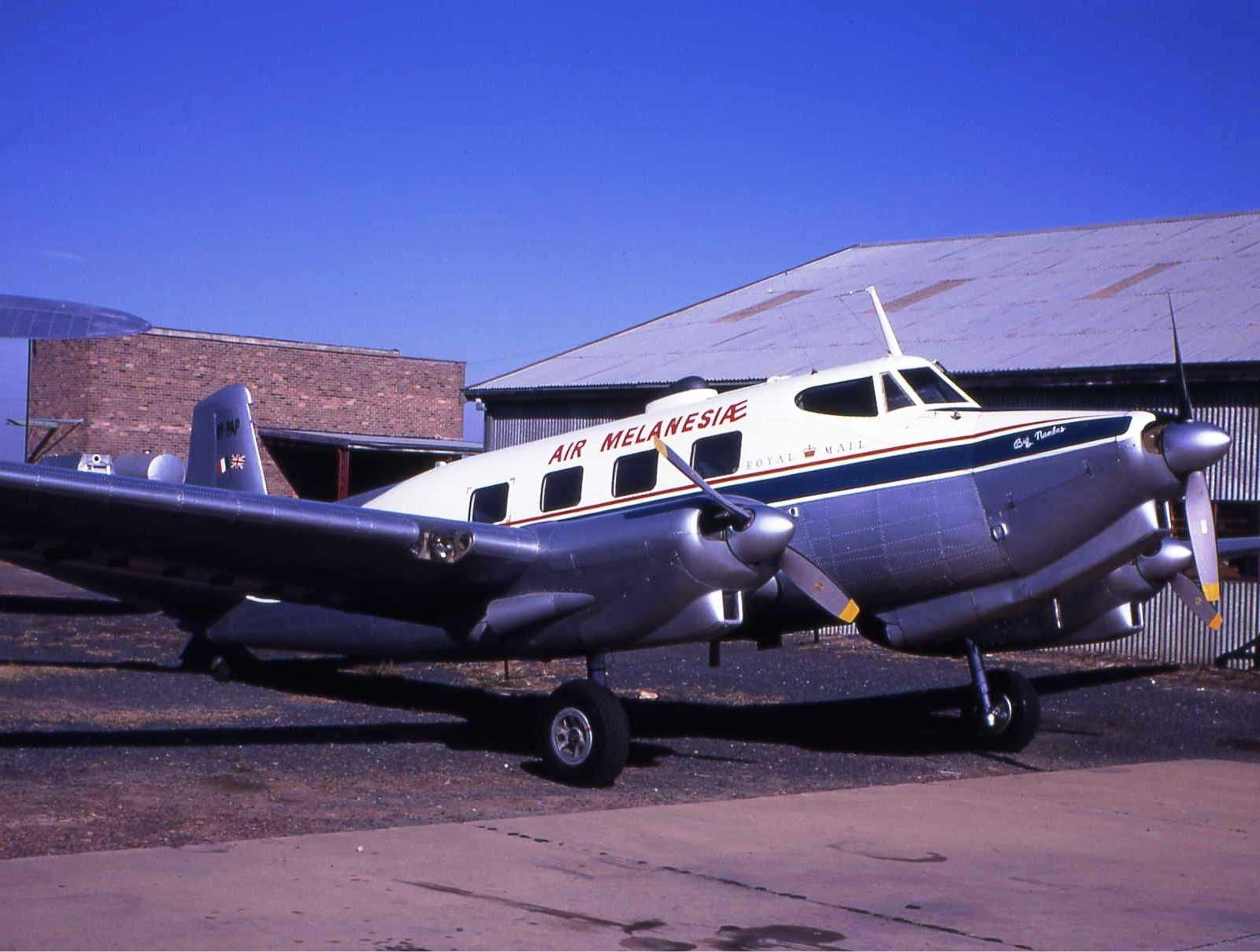
د-هویلند استرالیا DHA-3 Drover

یک هواپیمای سه‌موتوره، هواگردی است که توسط سه موتور هدایت می‌شود. بسیاری از سه‌موتوره‌ها در سال‌های ۱۹۲۰ و ۱۹۳۰ طراحی و ساخته شدند؛ درست زمانی که قدرت موتور از نیازهای طراحان عقب مانده بود و به یک تکنولوژی فراتر نیاز بود.   